# Marina Colasanti
Marina Colasanti (Asmara, 26 settembre 1937 – Rio de Janeiro, 28 gennaio 2025) è stata una scrittrice, pittrice e traduttrice italiana naturalizzata brasiliana.

## Biografia
Marina Colasanti nacque il 26 settembre 1937 ad Asmara, quando l'Eritrea era una colonia italiana. Trascorse parte della sua infanzia in Libia e anche in Italia. Non conobbe il nonno paterno, il celebre critico d'arte Arduino Colasanti. Era anche pronipote della cantante lirica Gabriella Besanzoni. Nel 1948 emigrò coi genitori e il fratello in Brasile, stabilendosi a Rio de Janeiro. La madre morì quando lei aveva 16 anni. Manfredo Colasanti, il padre, e Arduino Colassanti, il fratello, in Brasile divennero attori.
Tra il 1952 e il 1956 studiò pittura con Caterina Baratelli. Per alcuni anni dipingere fu la sua attività principale. Successivamente prese servizio presso la casa editrice Abril, dove rimase 18 anni, ma fu appunto in quel periodo che iniziò a pubblicare libri, illustrati da lei stessa. Eu sozinha, il primo, uscì nel 1968. Si dedicò anche alla traduzione di autori italiani e spagnoli.
Per qualche tempo condusse programmi televisivi grazie ai quali acquisì una certa notorietà; scrisse anche alcune sceneggiature per film e telenovelas, che però non ebbero molto successo.
Divenuta famosa soprattutto per i suoi libri per bambini, ottenne numerosi premi letterari, tra cui il Premio Jabuti per ben 6 volte (1993, 1994, 1997, 2009, 2010, 2011). La sua raccolta di racconti Uma Ideia Toda Azul ricevette il premio Best for Young People dalla National Foundation for Children's and Young Adult Books. Nel 2017 la scrittrice vinse il 13° Premio Iberoamericano SM per la letteratura per bambini.
Nel 2024 fu finalista al Premio Andersen.
Marina Colasanti morì a Rio de Janeiro il 28 gennaio 2025, all'età di 87 anni, dopo aver sofferto per diverso tempo di un progressivo declino del suo stato di salute.

## Vita privata
Fu sposata con lo scrittore Affonso Romano de Sant'Anna, che morì qualche settimana dopo di lei. La coppia ebbe due figlie.